# PW-5

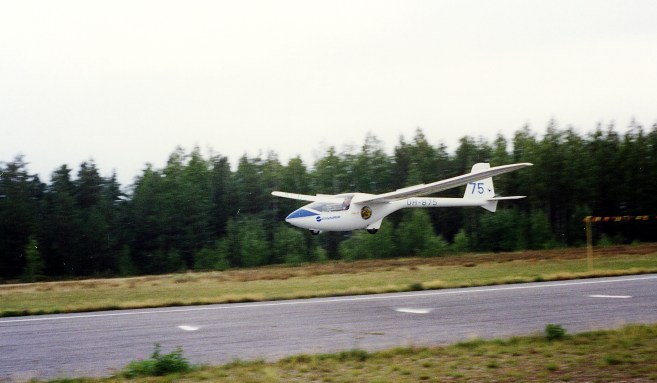
Ett landande PW-5

Politechniki Warszawskiej PW-5, "Smyk", är ett ensitsigt segelflygplan tillverkat i Polen.
Tekniska data
- Besättning: 1
- Längd: 6,22 m (20 ft 5 in)
- Spännvidd: 13,44 m (44 ft 1 in)
- Höjd: 1,86 m (6 ft 1 in)
- Vingyta: 10,2 m² (109.8 ft²)
- Sidoförhållande: 17.71
- Tomvikt: 190 kg (419 lb)
- Maxvikt: 300 kg (661 lb)

Prestanda
- Maxhastighet: 220 km/h (140 mph)
- Bästa glidtal: 32
- Lägsta sjunkhastighet: 0,65 m/s (128 ft/min)